# Christopher Abbott
Christopher Jacob Abbott (Greenwich, 1986. február 10. –) amerikai színész.
Független filmekben végzett munkájáról ismert. 2011-ben debütált a mozivásznon a Martha Marcy May Marlene című filmben, valamint ugyanabban az évben a Broadwayn is bemutatkozott a The House of Blue Leaves című darab felújított változatában. A James White (2015) című drámában nyújtott alakításáért Independent Spirit-díjra jelölték a legjobb férfi főszereplő kategóriában.
Űrhajós David Scottot alakította Az első ember (2018) című életrajzi drámában, és mellékszerepekben volt látható olyan filmekben, mint az Egy durva év (2014), az Éjjel érkezik (2017), a Gyilkos tudat (2020), a Fekete medve (2020) és a Szegény párák (2023), valamint a főszerepet játszotta a Farkasember (2025) című horrorfilmben. Yossarian kapitányt alakította a Hulu A 22-es csapdája (2019) című minisorozatában, amelyért Golden Globe-jelölést kapott. Szerepelt továbbá az HBO Csajok (2012–2016) című sorozatában, a USA Network A tettes (2017) című sorozatában, valamint az Apple TV+ A zsúfolt szoba (2023) című sorozatában is.

## Fiatalkora
1986. február 10-én Greenwich-ben született, Anna (született Servidio) és Orville Abbott fia. Van egy nővére, Christina. Apja a Karib-térségben született, anyai nagymamája, Angelina pedig Rosában, az olaszországi Vicenza tartomány egyik városában született. Saját magát „európai keveréknek” írta le, távoli portugál és kelet-európai felmenőkkel. Korai éveit Chickahominyben töltötte, amely Greenwich egyik munkásosztálybeli, erősen olasz-amerikai negyede, majd Stamfordban nőtt fel. Egy helyi videókölcsönzőben és egy barátja borboltjában dolgozott. Rövid ideig a Norwalk Community College hallgatója volt, mielőtt elkezdte tanulmányait a HB Studioban, ahol színészetet tanult. 2006-ban New Yorkba költözött, hogy közelebb legyen az iskolához.

## Pályafutása
New Yorkba költözése után elkezdett nagy nyílt meghallgatásokra járni az iskolai tanulmányai mellett, így kapta meg két első színészi szerepét off-Broadway produkciókban. Az első darab, a Good Boys and True 2008 tavaszán került bemutatásra, amelyet Roberto Aguirre-Sacasa írt, és Scott Ellis rendezett. A darab egy előkészítő iskola botrányát követte nyomon. A főszereplő (Brian J. Smith) meleg legjobb barátját, Justint alakította. A második darab, a Mouth to Mouth 2008 őszén debütált. A mű a barátság és a család határait ábrázolta, Kevin Elyot írta és Mark Brokaw rendezte. Laura (Lisa Emery) együttérző, 15 éves fiát játszotta. Mindkét előadásért pozitív kritikákat kapott. Ezt követően vendégszerepelt a Jackie nővér című vígjátéksorozatban és az Esküdt ellenségek: Bűnös szándék krimisorozatban. 2010-ben Cristin Milioti és Laila Robins oldalán játszott a That Face című darabban a Manhattan Theatre Clubban.
2011-ben debütált játékfilmben az Martha Marcy May Marlene című drámai thrillerben Elizabeth Olsen mellett. A filmet Sean Durkin írta és rendezte, amely 2011 januárjában a Sundance Filmfesztiválon mutatkozott be, majd az Egyesült Államokban 2011. október 21-én korlátozott moziforgalmazásban jelent meg. A film pozitív kritikákat kapott. Ugyanebben az évben Broadway-debütált a The House of Blue Leaves című darab felújított változatában, Ben Stiller és Edie Falco mellett. A darabot David Cromer rendezte, és 2011 áprilisában mutatták be. A mogorva, nemrég besorozott fiút, Ronnie Shaughnessyt alakította, amiért szintén pozitív kritikákat kapott.
2012-ben Melanie Lynskey mellett szerepelt a Helló, mennem kell című filmdrámában. A film a 2012-es Sundance Filmfesztiválon debütált, majd az Egyesült Államokban 2012. szeptember 7-én került mozikba. Roger Ebert kritikus méltatta a filmet és Abbott alakítását. Szélesebb közönségfigyelmet szerzett Marnie (Allison Williams) engedelmes barátja, Charlie Dattolo szerepében az HBO Csajok című vígjáték-drámasorozatában. A sorozatot Lena Dunham alkotta, és 2012. április 15-én debütált. A sorozat második évadának fináléja után távozott, azzal az indokkal, hogy nem tudott azonosulni a karakterrel. Később visszatért a sorozatba az 5. évadának egyik epizódjában. Mielőtt 2013-ban végleg elhagyta volna a sorozatot, több rövidfilmben is szerepelt a modell-színésznő Sheila Márquezzel a Free People számára készült kampányban, továbbá vendégszerepelt a Megvilágosultam vígjáték-drámasorozat egyik epizódjában Luke Wilson oldalán.
A sorozatból való távozása után 2013 őszén visszatért a színházba, Lucy Thurber Where We’re Born című darabjával, amelyet a Rattlestick Playwrights Theater mutatott be. A darabot Jackson Gay rendezte, Abbott pedig Betty Gilpin társaságában játszott benne. Abbott pozitív kritikákat kapott Tony szerepéért. 2014-ben szerepelt a The Sleepwalker című drámában, amelyet jó barátja, Brady Corbet társszerzőként jegyzett. A film 2014. január 20-án mutatkozott be versenyprogramban a Sundance Filmfesztivál amerikai dráma kategóriájában. A fogadtatása vegyes, de többnyire pozitív volt. Ugyanebben az évben Sam Rockwell és Nina Arianda oldalán játszott Sam Shepard Fool for Love című darabjának 2014-es előadásában, amelyet a Williamstown Theatre Festival keretében mutattak be. A Daniel Aukin által rendezett előadásban nyújtott alakításáért Abbott szintén kedvező kritikákat kapott. 2014 második filmjében mellékszerepben tűnt fel Louis Servidio karaktereként J.C. Chandor Egy durva év című bűnügyi drámájában. A főszerepekben Oscar Isaac és Jessica Chastain voltak láthatók. A film világpremierjét 2014. november 6-án tartották a hollywoodi Dolby Theatre-ben, az AFI Fest keretében, majd 2014. december 31-én mozikba került az Egyesült Államokban.
2015 őszén Elias Schreiber-Hoffmant alakította Annie Baker John című darabjában, Georgia Engel és Lois Smith partnereként. A darabot Sam Gold rendezte, és a Signature Theatre-ben mutatták be. Abbott alakítása kedvező kritikákat kapott, a The New York Times pedig a 2015-ös év legjobb színdarabjai közé választotta az előadást. Főszerepet játszott a James White című drámában, Cynthia Nixon oldalán, Josh Mond rendezésében. A film 2015. január 23-án debütált a Sundance Filmfesztiválon és november 13-án mozikba került az Egyesült Államokban. A film pozitív kritikákat kapott és Abbottot jelölték az Independent Spirit-díj legjobb férfi főszereplő kategóriájában.
2016-ban Tina Fey és Martin Freeman oldalán szerepelt az Afganisztáni víg napjaim című vígjáték-háborús filmben, amelyet 2016. március 4-én mutattak be. Ugyanebben az évben visszatért a Csajok című sorozat egyik epizódjára az ötödik évadban. Az epizódot a kritikusok nagyra értékelték, és a sorozat egyik legjobb részének tartják. 2016 nyarán Marisa Tomei partnereként játszott Tennessee Williams The Rose Tattoo című darabjában, amelyet Trip Cullman rendezett a Williamstown Theatre Festival keretében. Abbott itt is kedvező kritikákat kapott alakításáért. Olivia Cooke oldalán szerepelt az Katie búcsút int című amerikai független drámában, amelynek premierje a 2016-os Torontói Nemzetközi Filmfesztiválon volt.
Joel Edgerton és Riley Keough oldalán szerepelt Trey Edward Shults Éjjel érkezik című horrorfilmjében, amelyet 2017. június 9-én mutattak be. Szintén 2017-ben szerepelt Jamie M. Dagg Édes Virginia című thrillerében, Jon Bernthal, Imogen Poots és Rosemarie DeWitt partnereként. Ugyanebben az évben Jessica Biel és Bill Pullman mellett is játszott A tettes című televíziós sorozatban, amely 2017-ben debütált. Mia Wasikowska mellett is főszerepet játszott Nicolas Pesce Piercing (2018) című filmjében, amely az azonos című regény alapján készült. 2021-ben főszerepben tűnt fel John Michael McDonagh Bocsánatos bűn című filmjében, majd 2022-ben Zachary Wigon második nagyjátékfilmjében, a Menedékben, valamint 2023-ban Jórgosz Lánthimosz Szegény párák című alkotásában szerepelt. 2023-ban visszatért a televízió képernyőjére is: Stan szerepében tűnt fel az Apple TV+ antológiasorozatában, A zsúfolt szobában, Tom Holland és Amanda Seyfried oldalán.
2022 márciusában csatlakozott Aaron Taylor-Johnsonhoz a Kraven, a vadász című filmben, mint a film főgonosza. A forgatások 2022. március 20-án kezdődtek meg. 2022 februárjában bejelentették, hogy ismét együtt dolgozik John Michael McDonagh rendezővel a Fear Is The Rider című filmben, Abbey Lee társaságában. Később azonban kilépett a projektből. 2022 májusában aláírt a főszerepre Justin Anderson rendezői debütálásában, a Hazaúszom című filmben, amely Deborah Levy Booker-díjra jelölt regényének adaptációja.  Szinkronhangként is közreműködött: Reed, egy műkereskedő hangját adta az Entergalactic című felnőtteknek szóló animációs zenés sorozatban, amely Kid Cudi amerikai zenész és színész azonos című albumán alapul. A sorozat 2022. szeptember 30-án debütált a Netflixen. 2023 júliusában bejelentették, hogy visszatér a színpadra, és Danny szerepét alakítja John Patrick Shanley Danny and the Deep Blue Sea című darabjának off-Broadway felújításában. Aubrey Plaza partnereként játszott a Sam Rockwell által rendezett előadásban, amelyet 2023. október 20. és 2024. január 13. között játszottak. Egy sérülést követően egyszer mankóval lépett színpadra. 2023 szeptemberében bejelentették, hogy csatlakozik Florence Pugh-hoz a Netflix East of Eden című adaptációjában, ahol Adam Trask szerepét fogja játszani John Steinbeck azonos című regénye alapján.

## Magánélete
New Yorkban él. John Cassavetest tekinti példaképének arra a fajta alkotói életre, amelyet ő maga is szeretne követni.

## Filmográfia

### Film
| Év   | Magyar cím               | Eredeti cím              | Szerep                     | Magyar hang      |
| ---- | ------------------------ | ------------------------ | -------------------------- | ---------------- |
| 2011 | Martha Marcy May Marlene | Martha Marcy May Marlene | Max                        | Fehér Tibor      |
| 2012 | Helló, mennem kell       | Hello I Must Be Going    | Jeremy                     | Fehér Tibor      |
| 2012 |                          | Art Machine              | Cap'n Tar                  |                  |
| 2013 |                          | All That I Am            | Christian                  |                  |
| 2014 |                          | The Sleepwalker          | Andrew                     |                  |
| 2014 | Egy durva év             | A Most Violent Year      | Louis Servidio             |                  |
| 2015 |                          | James White              | James White                |                  |
| 2015 |                          | Criminal Activities      | Warren                     |                  |
| 2016 | Afganisztáni víg napjaim | Whiskey Tango Foxtrot    | Fahim Ahmadzai             | Schneider Zoltán |
| 2016 | Afganisztáni víg napjaim | Whiskey Tango Foxtrot    | Fahim Ahmadzai             | Kisfalusi Lehel  |
| 2016 | Katie búcsút int         | Katie Says Goodbye       | Bruno                      |                  |
| 2017 | Édes Virginia            | Sweet Virginia           | Elwood                     |                  |
| 2017 | Éjjel érkezik            | It Comes at Night        | Will                       | Szatory Dávid    |
| 2018 |                          | Tyrel                    | Johnny                     |                  |
| 2018 |                          | Piercing                 | Reed                       |                  |
| 2018 | Az első ember            | First Man                | David Scott                | Fehér Tibor      |
| 2018 |                          | Vox Lux                  | újságíró                   |                  |
| 2019 |                          | Full-Dress               | Nick / Chris               |                  |
| 2020 | Fekete medve             | Black Bear               | Gabe                       |                  |
| 2020 | Gyilkos tudat            | Possessor                | Colin Tate                 | Gacsal Ádám      |
| 2020 | Eljövendő világ          | The World to Come        | Finney                     | Szatory Dávid    |
| 2021 |                          | On the Count of Three    | Kevin                      |                  |
| 2021 | Bocsánatos bűn           | The Forgiven             | Tom Day                    | Gacsal Ádám      |
| 2022 | Menedék                  | Sanctuary                | Hal                        |                  |
| 2023 | Szegény párák            | Poor Things              | Alfie Blessington          | Mészáros Béla    |
| 2024 | Hazaúszom                | Swimming Home            | Joe                        |                  |
| 2024 |                          | It Doesn't Matter        | Chris                      |                  |
| 2024 | Kraven, a vadász         | Kraven the Hunter        | A külföldi                 | Fehér Tibor      |
| 2024 |                          | Bring Them Down          | Michael                    |                  |
| 2025 | Farkasember              | Wolf Man                 | Blake Lovell / Farkasember | Fehér Tibor      |

### Televízió
| Év              | Magyar cím                       | Eredeti cím                  | Szerep          | Megjegyzések                                      |
| --------------- | -------------------------------- | ---------------------------- | --------------- | ------------------------------------------------- |
| 2009            | Jackie nővér                     | Nurse Jackie                 | Andy Singer     | 1 epizód                                          |
| 2010            | Esküdt ellenségek: Bűnös szándék | Law & Order: Criminal Intent | Kyle Wyler      | 1 epizód                                          |
| 2012–2013, 2016 | Csajok                           | Girls                        | Charlie Dattolo | - mellékszereplő - magyar hangja: - Márkus Sándor |
| 2013            | Megvilágosultam                  | Enlightened                  | Travis          | 1 epizód                                          |
| 2017            | A tettes                         | The Sinner                   | Mason Tannetti  | főszereplő                                        |
| 2019            | A 22-es csapdája                 | Dave's World                 | John Yossarian  | - főszereplő - magyar hangja: - Fehér Tibor       |
| 2020            | Entergalactic                    | Entergalactic                | Reed (hangja)   | - különkiadás - magyar hangja: - Miller Zoltán    |
| 2020            |                                  | Ramy                         | Silvak          | 1 epizód                                          |
| 2023            | A zsúfolt szoba                  | The Crowded Room             | Stan Camisa     | minisorozat                                       |